# Tilverur
Tilverur (distribuïda internacionalment com a Solitude) és una pel·lícula dramàtica de 2023 dirigida per Ninna Pálmadóttir. La coproducció entre Islàndia, Eslovàquia i França es va estrenar el setembre de 2023 al Festival Internacional de Cinema de Toronto. Rodada originalment en islandès, s'ha doblat i subtitulat al català.
Representa debut de Pálmadóttir en els llargmetratges després de dirigir curtmetratges premiats com Little Rocks, Paperboy i All Dogs Die. El guió va ser escrit per Rúnar Rúnarsson.